# Varicorhinus axelrodi
Varicorhinus axelrodi är en fiskart som beskrevs av Getahun, Stiassny och Guy G. Teugels 2004. Varicorhinus axelrodi ingår i släktet Varicorhinus och familjen karpfiskar. IUCN kategoriserar arten globalt som livskraftig. Inga underarter finns listade i Catalogue of Life.